# Otto Forssell (arkitekt)
Otto Carl Abraham Forssell, född 12 augusti 1911 i Stockholm, död 1 juli 1987, var en svensk arkitekt. 
Forssell, som var son till professor Carl Forssell och Märta Torell, avlade studentexamen 1930 och utexaminerades från Kungliga Tekniska högskolan 1934. Han var anställd hos arkitekterna Gustaf Clason & Wolter Gahn, Ture Wennerholm och Gunnar Hoving 1935–1939, blev teknisk chef vid AB Svenska Trähus 1939 och bedrev egen arkitektverksamhet i Stockholm från 1953.